# Ignacio Arias

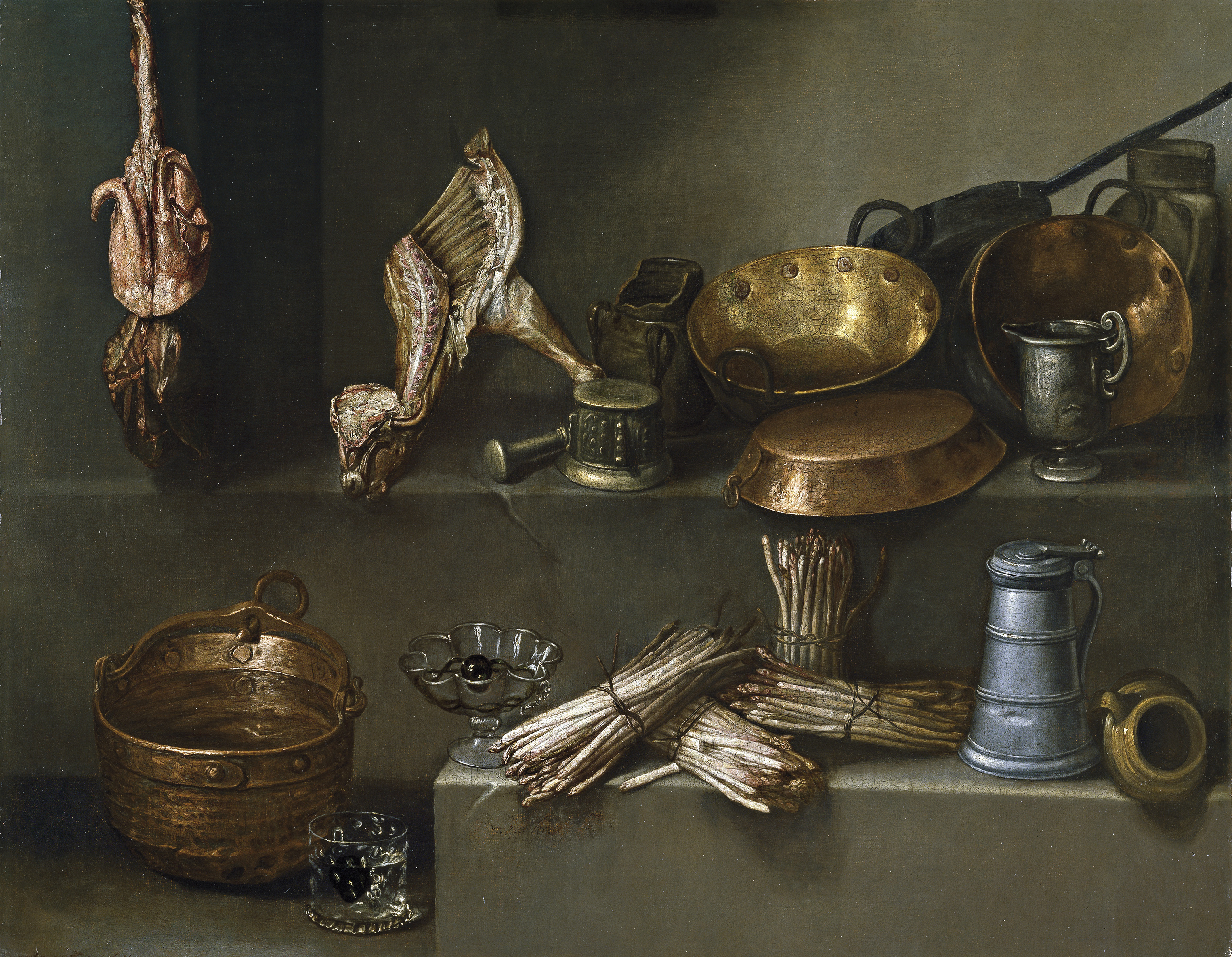
Bodegón con recipientes de cocina y espárragos, Museo Nacional del Prado

Ignacio Arias (activo en 1652) fue un pintor barroco español de quien únicamente se conservan dos bodegones firmados, uno de ellos fechado en 1652. 

## Biografía
Los únicos datos documentales se refieren a los testamentos de su esposa, María Igualada, dictado en 1690, y el de su hija Margarita, cinco años posterior. En el primero, María Igualada, vecina de Madrid, dice ser viuda de Ignacio Arias, profesor del Arte de la Pintura, y que todos sus bienes, consistentes en algunas pinturas y menaje de casa, son de muy corta consideración y valor. 
Las pinturas conocidas, sendos bodegones de cocina, se sitúan en la tradición naturalista. El más complejo de ellos, Bodegón con recipientes de cocina y espárragos, ingresado en 2006 en el Museo Nacional del Prado, es una obra muy representativa de la pintura de bodegón que se hacía en Madrid a mediados del siglo XVII, y en tal sentido puede ser tenido por una obra importante dentro del género. Conservando la disposición escalonada de Juan van der Hamen, Arias introduce una gran variedad de objetos (trozos de carne sangrienta al modo de Alejandro de Loarte, unos manojos de espárragos, un par de piezas de cristal y otras dos de cerámica basta, junto a varios cacharos de bronce en desordenada disposición), a fin de mostrar su habilidad para reproducir las diferentes texturas de un modo muy semejante al de Mateo Cerezo.